# Capnura wanica
Capnura wanica är en bäcksländeart som först beskrevs av Theodore Henry Frison 1944.  Capnura wanica ingår i släktet Capnura och familjen småbäcksländor. Inga underarter finns listade i Catalogue of Life.